# 30. Kanadisches Kabinett
Das 30. Kanadische Kabinett (englisch 30th Canadian Ministry, französisch 30e conseil des ministres du Canada) regiert Kanada seit dem 14. März 2025. Dieses von Premierminister Mark Carney angeführte Kabinett besteht aus Mitgliedern der Liberalen Partei. Seit der Unterhauswahl 2021 wird Kanada von einer Minderheitsregierung geführt. Bei der Unterhauswahl 2025 wurde Carney überraschend wiedergewählt, konnte jedoch keine Mehrheit erringen und führt weiterhin eine Minderheitsregierung an.
Nach der Unterhauswahl 2025 bildete Carney sein Kabinett zum 14. Mai 2025 auf zahlreichen Positionen um.

## Minister
| Amt | Bild | Name                        | Zeitraum                     |
| --- | ---- | --------------------------- | ---------------------------- |
| Premierminister |      | Mark Carney                 | seit 14. März 2025           |
| Ministerin für Äußeres (Minister of Foreign Affairs a) |      | Anita Anand                 | seit 14. Mai 2025            |
| Ministerin für Äußeres (Minister of Foreign Affairs a) |      | Mélanie Joly                | 14. März 2025 – 14. Mai 2025 |
| Finanzminister und Minister für nationale Einkünfte (Minister of Finance and for National Revenue b)                                                           |      | François-Philippe Champagne | seit 14. März 2025           |
| Verteidigungsminister (Minister of National Defence) |      | David McGuinty              | seit 14. Mai 2025            |
| Verteidigungsminister (Minister of National Defence) |      | Bill Blair                  | 14. März 2025 – 14. Mai 2025 |
| Präsident des Kanadischen Kronrats (President of the King’s Privy Council for Canada)                                                                          |      | Dominic LeBlanc             | seit 14. März 2025           |
| Handelsminister (Minister of International Trade c) |      | Maninder Sidhu              | seit 14. Mai 2025            |
| Handelsminister (Minister of International Trade c) |      | Dominic LeBlanc             | 14. März 2025 – 14. Mai 2025 |
| Minister für Energie und natürliche Ressourcen (Minister of Energy and Natural Resources)                                                                      |      | Tim Hodgson                 | seit 14. Mai 2025            |
| Minister für Energie und natürliche Ressourcen (Minister of Energy and Natural Resources)                                                                      |      | Jonathan Wilkinson          | 14. März 2025 – 14. Mai 2025 |
| Präsident des Schatzamtausschusses (President of the Treasury Board)                                                                                           |      | Shafqat Ali                 | seit 14. Mai 2025            |
| Präsident des Schatzamtausschusses (President of the Treasury Board)                                                                                           |      | Ginette Petitpas Taylor     | 14. März 2025 – 14. Mai 2025 |
| Minister für Kanadische Identität und Kultur (Minister of Canadian Identity and Culture d)                                                                     |      | Steven Guilbeault           | seit 14. März 2025           |
| Ministerin für Transport und Binnenhandel (Minister of Transport and Internal Trade)                                                                           |      | Chrystia Freeland           | seit 14. März 2025           |
| Gesundheitsministerin (Minister of Health) |      | Marjorie Michel             | seit 14. Mai 2025            |
| Gesundheitsministerin (Minister of Health) |      | Kamal Khera                 | 14. März 2025 – 14. Mai 2025 |
| Justizminister und Generalanwalt (Minister of Justice and Attorney General of Canada)                                                                          |      | Sean Fraser                 | seit 14. Mai 2025            |
| Justizminister und Generalanwalt (Minister of Justice and Attorney General of Canada)                                                                          |      | Gary Anandasangaree         | 14. März 2025 – 14. Mai 2025 |
| Ministerin für die Beziehungen zwischen dem Staat und den Autochthonen (Minister of Crown-Indigenous Relations e)                                              |      | Rebecca Alty                | seit 14. Mai 2025            |
| Ministerin für die Beziehungen zwischen dem Staat und den Autochthonen (Minister of Crown-Indigenous Relations e)                                              |      | Gary Anandasangaree         | 14. März 2025 – 14. Mai 2025 |
| Ministerin für Dienstleistungen für Autochthone (Minister of Indigenous Services)                                                                              |      | Mandy Gull-Masty            | seit 14. Mai 2025            |
| Ministerin für Dienstleistungen für Autochthone (Minister of Indigenous Services)                                                                              |      | Patty Hajdu                 | 14. März 2025 – 14. Mai 2025 |
| Ministerin für Arbeit und Familien (Minister of Jobs and Families)                                                                                             |      | Patty Hajdu                 | seit 14. Mai 2025            |
| Ministerin für Arbeit und Familien (Minister of Jobs and Families)                                                                                             |      | Steven MacKinnon            | 14. März 2025 – 14. Mai 2025 |
| Minister für öffentliche Sicherheit („Innenministerium“) (Minister of Public Safety f)                                                                         |      | Gary Anandasangaree         | seit 14. Mai 2025            |
| Minister für öffentliche Sicherheit („Innenministerium“) (Minister of Public Safety f)                                                                         |      | David McGuinty              | 14. März 2025 – 14. Mai 2025 |
| Ministerin für Umwelt und Klimawandel (Minister of Environment and Climate Change)                                                                             |      | Julie Dabrusin              | seit 14. Mai 2025            |
| Ministerin für Umwelt und Klimawandel (Minister of Environment and Climate Change)                                                                             |      | Terry Duguid                | 14. März 2025 – 14. Mai 2025 |
| Minister für Wohnungswesen, Infrastruktur und Gemeinden (Minister of Housing, Infrastructure and Community Resilience)                                         |      | Gregor Robertson            | seit 14. Mai 2025            |
| Minister für Wohnungswesen, Infrastruktur und Gemeinden (Minister of Housing, Infrastructure and Community Resilience)                                         |      | Nate Erskine-Smith          | 14. März 2025 – 14. Mai 2025 |
| Ministerin für Einwanderung, Flüchtlinge und Staatsbürgerschaft (Minister of Immigration, Refugees and Citizenship)                                            |      | Lena Diab                   | seit 14. Mai 2025            |
| Ministerin für Einwanderung, Flüchtlinge und Staatsbürgerschaft (Minister of Immigration, Refugees and Citizenship)                                            |      | Rachel Bendayan             | 14. März 2025 – 14. Mai 2025 |
| Ministerin für Veteranenangelegenheiten und stellvertretende Verteidigungsministerin (Minister of Veterans Affairs and Associate Minister of National Defence) |      | Jill McKnight               | seit 14. Mai 2025            |
| Ministerin für Veteranenangelegenheiten und stellvertretende Verteidigungsministerin (Minister of Veterans Affairs and Associate Minister of National Defence) |      | Élisabeth Brière            | 14. März 2025 – 14. Mai 2025 |
| Ministerin für Fischerei, Ozeane und die Küstenwache (Minister of Fisheries, Oceans and the Canadian Coast Guard)                                              |      | Joanne Thompson             | seit 14. März 2025           |
| Minister für Landwirtschaft und Lebensmittel (Minister of Agriculture and Agri-Food g)                                                                         |      | Heath MacDonald             | seit 14. Mai 2025            |
| Minister für Landwirtschaft und Lebensmittel (Minister of Agriculture and Agri-Food g)                                                                         |      | Kody Blois                  | 14. März 2025 – 14. Mai 2025 |
| Minister für Transformation, öffentliche Dienstleistungen und Beschaffungen (Minister of Government Transformation, Public Work and Procurement)               |      | Joël Lightbound             | seit 14. Mai 2025            |
| Minister für Transformation, öffentliche Dienstleistungen und Beschaffungen (Minister of Government Transformation, Public Work and Procurement)               |      | Ali Ehsassi                 | 14. März 2025 – 14. Mai 2025 |
| Ministerin für Industrie (Minister of Industry) |      | Mélanie Joly                | seit 14. Mai 2025            |
| Ministerin für Frauen und Gleichstellung der Geschlechter (Minister of Women and Gender Equality)                                                              |      | Rechie Valdez               | seit 14. Mai 2025            |
| Fraktionsvorsitzender der Regierungspartei im Unterhaus mit Ministerrang (Leader of the Government in the House of Commons)                                    |      | Steven MacKinnon            | seit 14. Mai 2025            |
| Fraktionsvorsitzender der Regierungspartei im Unterhaus mit Ministerrang (Leader of the Government in the House of Commons)                                    |      | Arielle Kayabaga            | 14. März 2025 – 14. Mai 2025 |
| Chief Government Whip (Chief Government Whip) |      | Mark Gerretsen              | seit 14. Mai 2025            |
| Chief Government Whip (Chief Government Whip) |      | Rechie Valdez               | 14. März 2025 – 14. Mai 2025 |

## Ehemalige Geschäftsbereiche
| Amt | Bild | Name             | Zeitraum                     |
| --- | ---- | ---------------- | ---------------------------- |
| Ministerin für Innovationen, Wissenschaft und Industrie (Minister of Innovation, Science and Industry) |      | Anita Anand      | 14. März 2025 – 14. Mai 2025 |
| Ministerin für nationale Einkünfte (Minister responsible for the Canada Revenue Agency)                |      | Élisabeth Brière | 14. März 2025 – 14. Mai 2025 |
| Ministerin für demokratische Institutionen (Minister of Democratic Institutions)                       |      | Arielle Kayabaga | 14. März 2025 – 14. Mai 2025 |